# شفافیت (فیلم)
«شفافیت» (انگلیسی: Transparency (film)) فیلمی در ژانر درام و جنایی است که در سال ۲۰۱۰ منتشر شد. از بازیگران آن می‌توان به لو دایموند فیلیپس، استلا وارن، و دبورا کارا اونگر اشاره کرد.